# ميخائيل نيلسون (لاعب كرة قدم مواليد 1995)
ميخائيل نيلسون (بالإنجليزية: Michael Nelson)‏ هو لاعب كرة قدم أمريكي في مركز حراسة المرمى، ولد في 10 فبراير 1995 في كاتي في الولايات المتحدة. لعب مع هيوستن دينامو.

## وصلات خارجية
- ميخائيل نيلسون (لاعب كرة قدم مواليد 1995) على موقع الدوري الأمريكي (الإنجليزية)
- ميخائيل نيلسون (لاعب كرة قدم مواليد 1995) على موقع قاعدة بيانات كرة القدم.إي يو (الإنجليزية)
- ميخائيل نيلسون (لاعب كرة قدم مواليد 1995) على موقع Soccerway.com (الإنجليزية)